# FLASH4
『FLASH4』（フラッシュフォー）は、2013年7月3日発売のammoflightのスタジオ・アルバム。

## 解説
初のフルアルバムはメジャー・デビュー後初アルバムでもある。メンバー手作り”アンモナイト”が4名に当たる応募葉書封入。

## 収録曲
1. cheese:-)
作詞：シライシ紗トリ・Akira Sunset
作曲・編曲：シライシ紗トリ
5月22日にアルバムから先行配信された。
TBS系「はなまるマーケット」4～6月度エンディングテーマ。
2. 夏色ドット
作詞：シライシ紗トリ
作曲：津久井恒仁・シライシ紗トリ
編曲：ammoflight・シライシ紗トリ
2枚目のシングル。
日本テレビ系「音龍門」2012年8月エンディングテーマ。
3. 桜グラフィティ
作詞・作曲：津久井恒仁・シライシ紗トリ
編曲：ammoflight・シライシ紗トリ
1枚目のシングル。
TBS系全国ネット「CDTV」2012年2月度エンディングテーマ。
4. スーパーステップ
作詞：津久井恒仁・シライシ紗トリ
作曲：津久井恒仁
編曲：ammoflight・シライシ紗トリ
「ファイ・ブレイン 神のパズル」第2シリーズエンディングテーマ。
5. PRINCIPLE
作詞：津久井恒仁・シライシ紗トリ
作曲：津久井恒仁
編曲：ammoflight・シライシ紗トリ
6. HAPPY☆CAMPER
作詞・作曲：津久井恒仁
編曲：ammoflight・佐藤雄大
7. 7の魔法
作詞・作曲：津久井恒仁
編曲：ammoflight・シライシ紗トリ
FRISK レモンミント発売キャンペーン「FRISK LABEL」タイアップソング。
8. reverse clock
作詞・作曲：津久井恒仁
編曲：ammoflight・佐藤雄大
9. 〜白昼夢〜
作詞・作曲：津久井恒仁
編曲：ammoflight・佐藤雄大
10. Moonlight St.
作詞・作曲：津久井恒仁・シライシ紗トリ
編曲：ammoflight・シライシ紗トリ
11. カメレオンダンス
作詞・作曲：津久井恒仁
編曲：ammoflight・佐藤雄大
12. ライフ・イズ・ア・ギャンブル
作詞：津久井恒仁・シライシ紗トリ
作曲：津久井恒仁
編曲：ammoflight・シライシ紗トリ
13. アルタルフ〜この恋の終わりに〜
作詞・作曲：津久井恒仁
編曲：ammoflight・シライシ紗トリ・石橋尚子
14. 奇跡
作詞・作曲：津久井恒仁・シライシ紗トリ
編曲：ammoflight・シライシ紗トリ
通常盤のみ収録。
15. sewing a moment
作詞・作曲：津久井恒仁
編曲：ammoflight・前田啓介・佐藤帆乃佳
ボーナス・トラック。

### 特典DVD
1. 「TOUR2013アルタルフ～東京の夜空編～」2013.1.25 at Mt.RAINIER HALL SHIBUYA PLEASURE PLEASURE
2. ミュージッククリップメイキング（「桜グラフィティ」「夏色ドット」「アルタルフ〜この恋の終わりに〜」）